# جان استیونس هنسلو
جان استیونس هنسلو (به انگلیسی: John Stevens Henslow)،(زاده ۶ فوریه ۱۷۹۶ – درگذشته ۱۶ مه ۱۸۶۱) کشیش، گیاه‌شناس و زمین‌شناس بریتانیایی بود. او بیشتر به عنوان دوست و مربی شاگردش چارلز داروین در یادها مانده‌است.

## زندگی اولیه
هنسلو در روچستر، کنت بدنیا آمد، او پسر یک وکیل جان پرنتیس هنسلو پسر جان هنسلو بود.
هنسلو در سال ۱۸۱۸، سالی که در آن آدام سجویک استاد زمین‌شناسی دانشگاه کمبریج شد، از کالج سنت جان کمبریج با رتبه ۱ در ریاضیات فارغ‌التحصیل شد.

## حرفه اولیه
هنسلو در سال ۱۸۱۸ فارغ‌التحصیل شد. او از دوران کودکی خویش نسبت به تاریخ طبیعی اشتیاق داشت، که بر زندگیش تأثیر زیادی گذاشت، او در سال ۱۸۱۹ در یک تور در جزیره وایت که در آن اولین درس‌های زمین‌شناسی را یادگرفت، سجویک را همراهی کرد. او شیمی را زیر نظر استاد جیمز کامینگ و کانی‌شناسی را زیر نظر ادوارد دانیل کلارک مطالعه کرد. در پاییز سال ۱۸۱۹، مشاهدات ارزشمندی راجع به زمین‌شناسی جزیره من داشت، و در سال‌های ۱۸۲۰ و ۱۸۲۱ زمین‌شناسی بخش‌های انگلسی را بررسی کرد،نتایج در جلد اول از معاملات انجمن فلسفی کمبریج (۱۸۲۲)چاپ شد. اساس این انجمن در نوامبر ۱۸۱۹ توسط گروهی از استادان دانشگاه کمبریج مانند فاریش، لی، سجویک و هنسلو (در آن زمان هنوز استاد نبود) پایه‌ریزی شد. ایده و انگیزه اولیه این انجمن توسط از سجویک و هنسلو آغاز شد.

در همین حال، هنسلو کانی‌شناسی را مشتاقانه مطالعه کرده بود، به طوری که در زمان مرگ کلارک در سال ۱۸۲۲ او به سمت استاد کانی‌شناسی دانشگاه کمبریج منصوب شد. دو سال بعد درس دستورهای مقدس را گرفت. به هر حال، به گیاه‌شناسی علاقه زیادی نشان داد و بیشتر و بیشتر به این علم پرداخت، به طوری که دو سال پس از تبدیل شدن به استاد گیاه‌شناسی، در سال ۱۸۲۷ با خوشحالی از صندلی کانی‌شناسی استعفا داد. او به عنوان یک معلم در کلاس و در این رشته، فوق‌العاده موفق بود. او با جان جیمز اودوبان، که در سال ۱۸۲۹ گنجشک هنسلو (Ammodramus henslowii) را به نام او نامگذاری کرد، مکاتبه داشت.
از سال ۱۸۲۱ هنسلو شروع به سازماندهی هرباریوم گیاگان بریتانیا کرده بود، با ضمیمه کردن اندوخته‌های خودش در شبکه‌ای که با گذشت زمان گسترش یافته و شامل دوستان و خانواده‌اش و گیاه‌شناسان ویلیام هوکر و جان هاتن بالفور، همین‌طور ۳۰ نفر از شاگردانش می‌شد. به عنوان یک معدن‌شناس از قوانین بلورشناسی أیوی، برای تجزیه و تحلیل کریستال‌های پیچیده به عنوان تحولات «شکل ابتدایی گونه» کریستال استفاده کرده بود و هنگامی که در سال ۱۸۲۵ به گیاه‌شناسی پرداخت، به دنبال قوانین دقیق برای دسته‌بندی انواع گیاهان به گونه‌های گیاهی بود، اغلب انواع گیاهانی که آرایه‌شناسان مورد احترام به عنوان گونه‌های جداگانه تقسیم‌بندی کرده بودند وامیدوار بود که این محدودیت‌های تنوع را تجزیه و تحلیل کند.